# Königsborn (Unna)

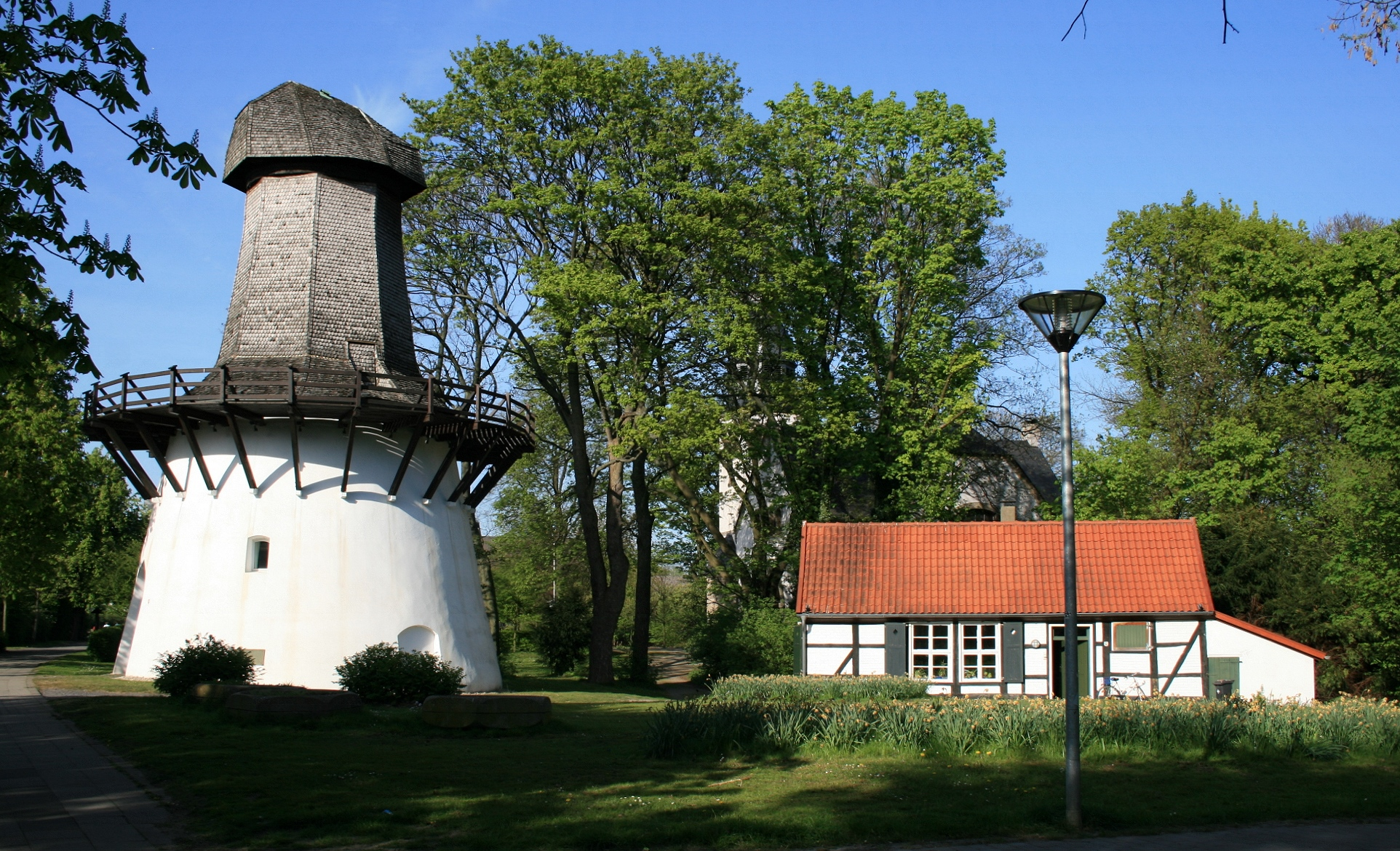
Windpumpwerk der ehemaligen Saline Königsborn

Königsborn ist ein nördlicher Stadtteil und eine Ortschaft (im Sinne der nordrhein-westfälischen Gemeindeordnung) der Kreisstadt Unna in Nordrhein-Westfalen, östlich von Dortmund an der Grenze zwischen den Regionen Ruhrgebiet und Münsterland gelegen. Der Ort ist mit 15.768 Einwohnern (31. Dezember 2022) die zweitgrößte Ortschaft von Unna.

## Geographie
Königsborn liegt nördlich des Stadtkerns von Unna. Westlich des Stadtteils liegt das ebenfalls zur Stadt Unna gehörende Afferde. Nördlich befinden sich der Stadtteil Alte Heide sowie die zum Kreis Unna gehörende Stadt Kamen. Der Siedlungsbereich Königsborns schließt sich unmittelbar nördlich an das Zentrum von Unna an und hat sonst keine direkten Übergänge zu anderen Siedlungsbereichen.
Königsborn hat eine heterogene Siedlungsstruktur. Im Süden dominieren beiderseits der Friedrich-Ebert-Straße und im südlichen Bereich der Platanenallee größere Einfamilienhäuser und Villen. Nördlich davon schließt sich der Kurpark an. Im Norden des Stadtteils herrscht eine gemischte Wohnbebauung vor. Hier existieren auch mehrere Zechensiedlungen. Südöstlich des Bahnhofs Unna-Königsborn befindet sich die Hochhaussiedlung Königsborn Süd-Ost, die lange Zeit als sozialer Brennpunkt galt. Inzwischen finden in der Siedlung jedoch umfangreiche Sanierungsmaßnahmen statt.
Am Nordrand von Königsborn befinden sich die Glückauf-Kaserne und mehrere Gewerbegebiete.

## Name
Der Ortsname „Königsborn“ bedeutet des Königs Brunnen und geht auf einen dort erstmals mit finanzieller Hilfe des Königreichs Preußen im Jahr 1734 abgeteuften gleichnamigen Solebrunnen zurück. Während mit dem Namen Königsborn noch König Friedrich Wilhelm I. geehrt wurde, erhielt ein Solebrunnen im Jahr 1747 den Namen „Friedrichsborn“ zu Ehren des preußischen Königs Friedrich der Große. Es ist jedoch nicht sicher, ob es sich dabei um eine Umbenennung desselben Brunnens handelte.

## Geschichte

### Ortsgeschichte

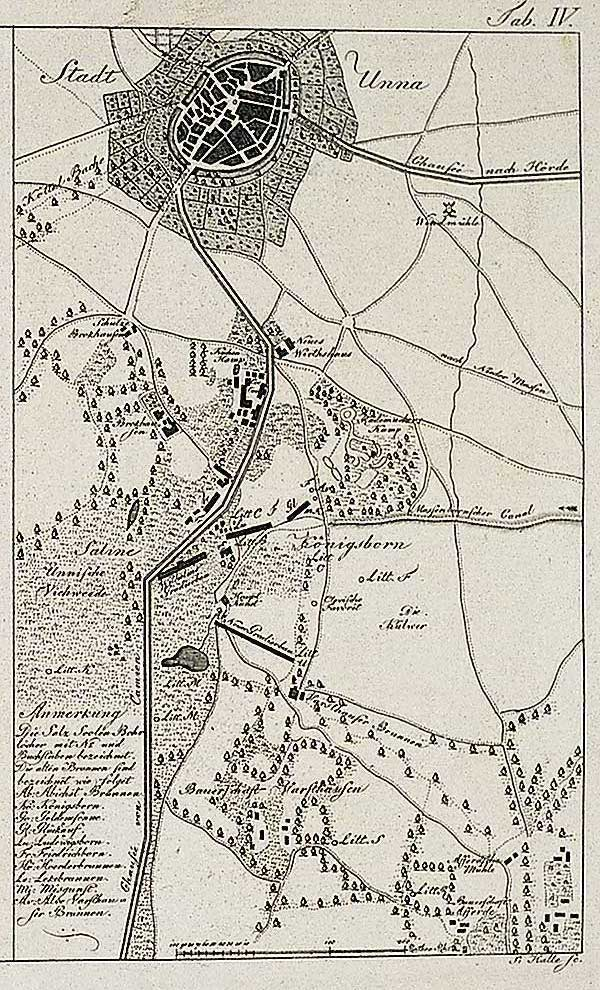
Karte der Saline Königsborn aus dem Jahr 1799 (Norden ist unten) mit Lehngut Haus Brockhausen

Karte des Salinengeländes (1780)

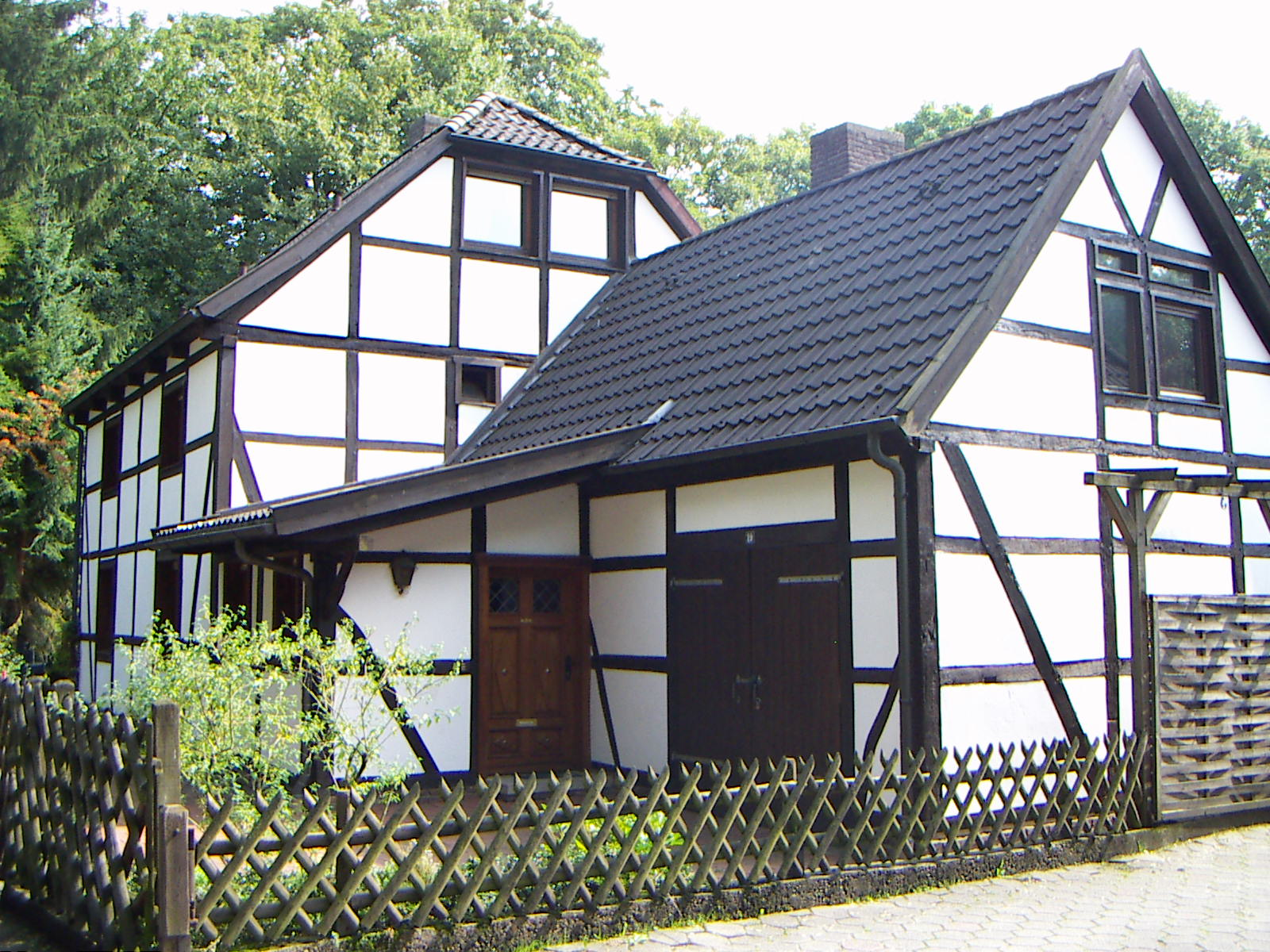
Wirtschafts- und Wohngebäude am ehemaligen Lehngut Brockhausen

Entstanden ist der Stadtteil rund um das Lehngut Haus Brockhausen (nicht zu verwechseln mit dem heute noch erhaltenen Oberhof Brockhausen in Unna-Afferde), auf dessen ehemaligem Gelände von 1954 bis 1983 die auch über Unna hinaus bekannte Lehr- und Versuchsanstalt für Kleintierzucht Unna-Königsborn betrieben wurde.
Bereits seit dem Mittelalter (1389) wurde im Bereich des heutigen Königsborn Kochsalz aus Sole gewonnen. 1734 gründete der preußische Staat die Saline Königsborn und baute sie zur wichtigsten Saline in Westfalen aus. Der 1750 errichtete Windpumpen-Rundturm am Friedrichsborn samt Pumpenwärterhäuschen (Fachwerk) erinnert noch heute an den damaligen Salinenbetrieb (das Windrad wurde vor 1925 abgebaut). Ebenfalls zur Soleförderung nahm die Saline Königsborn 1799 die erste Dampfmaschine (genannt „Feuermaschine“) in den preußischen Westprovinzen in Betrieb, noch vor dem Einsatz von Dampfmaschinen zur Wasserhaltung im Steinkohlebergbau. Mit der zunehmenden Erschließung der Salzvorkommen und dem Ausbau zum Soleheilbad am Anfang des 19. Jahrhunderts gewann der Ort als Bad Königsborn überregionale Bedeutung.

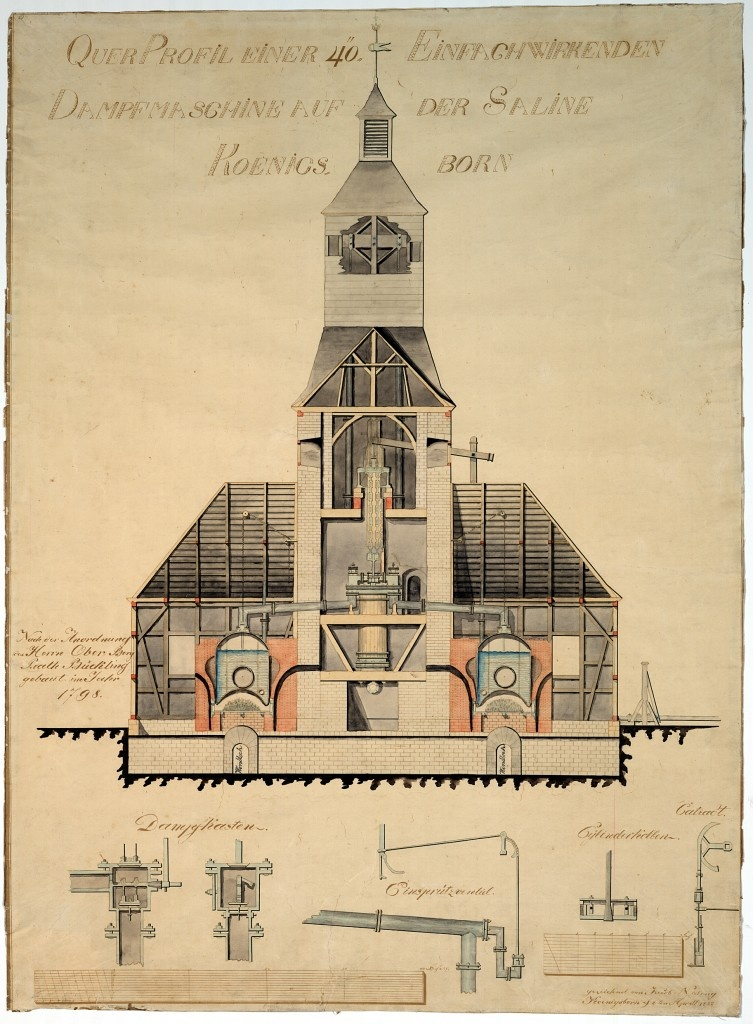
Querschnitt durch die 1799 errichtete Feuermaschine der Saline Königsborn

Zwar blieben die Salzgewinnung und der Kurbetrieb bis 1940/41 ein wesentlicher Wirtschaftszweig von Königsborn. Parallel hatte jedoch die bis 1966 andauernde industrielle Förderung von Steinkohle durch die Zeche Königsborn seit 1874 zu einem tiefgreifenden Strukturwandel in der Königsborner Region geführt. So wurde 1876 die Bahnstrecke von Dortmund-Süd über Unna-Königsborn und Lenningsen nach Welver eingerichtet. Seit Gründung der Adlerbrauerei 1867 verfügte Königsborn auch über eine eigene Brauerei am Standort des heutigen Kreishauses.

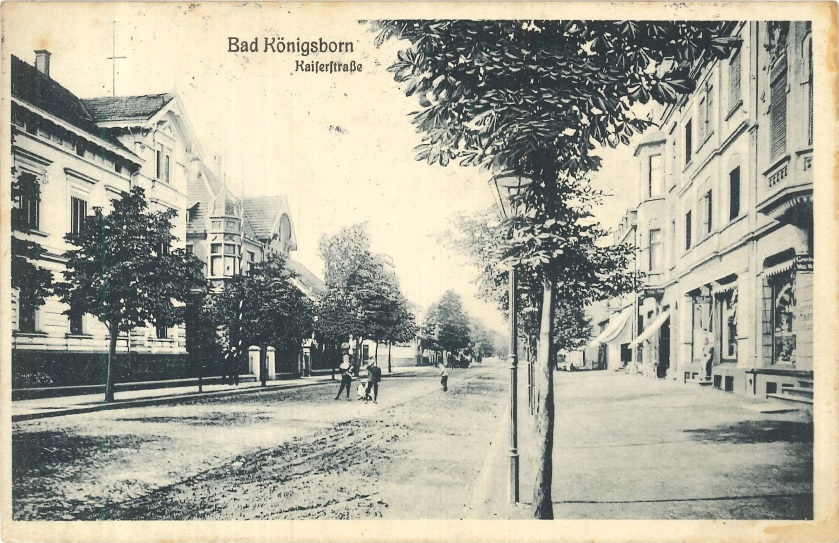
Blick auf die Kaiserstraße, die heutige Friedrich-Ebert-Straße, auf Höhe der Häuser Nr. 84–88 und 77–81 (vor 1913)

Kurbetrieb und Industrialisierung führten zu einer regen städtebaulichen Entwicklung. Im Kurpark und in unmittelbarer Nähe dazu entstanden ein Kurhaus und ein Badehaus sowie eine Kurklinik (Villa Quisisana). Zwar sind diese drei Gebäude inzwischen zerstört, jedoch zeugen auch heute noch viele historische Gebäude von der Blütezeit Bad Königsborns: im Kurpark, neben dem Standort des früheren Kurhauses, das restaurierte Amtshaus (damalige Verwaltung des Solebetriebs) und das ebenfalls sanierte Siedeinspectorhaus. Auf der anderen Seite der heutigen Friedrich-Ebert-Straße ist u. a. das ehemalige Siedemeisterhaus und spätere Posthaus (Friedrich-Ebert-Str. 76) erhalten. Von der üppigen Parkausstattung sind der früher an einem Teich gelegene Monopteros (ein runder weißer Säulenbaldachin im Stil des Klassizismus) noch vorhanden sowie mehrere kleine Denkmäler – unter anderem für Friedrich Grillo und Reinhard Effertz.
Auch entlang der Friedrich-Ebert-Straße (früher Kaiserstraße) am Kurpark haben sich viele historische Gebäude erhalten: Hier entstanden Wohn- und Geschäftshäuser in unterschiedlichen Stilen des Historismus. Einige wurden von Salinenbeamten bewohnt (darunter die „Doppelvilla“ Friedrich-Ebert-Str. 84/86), andere wurden von Industriellen und anderen wohlhabenden Unnaer Bürgern als Privathäuser errichtet. Hierzu zählt etwa die Villa des Besitzers der Adlerbrauerei und namhaften Ingenieurs August Klönne (heute Friedrich-Ebert-Str. 60, durch ein zusätzliches Stockwerk architektonisch entstellt), in der ab 1928 das Hellweg-Museum untergebracht war.
Bedeutende Solitärbauten sind vor allem das ehemalige Verwaltungsgebäude der Firma Klöckner und heutige Amtsgericht Unna, das stilistisch deutliche Art-déco-Anklänge erkennen lässt, sowie die evangelische Christuskirche (Jugendstil) und der Backsteinbau der katholischen Herz-Jesu-Kirche (Neugotik).
Aus der ehemaligen Kinderkurklinik (Barmer Ferienkolonie) gegenüber dem Friedrichsborn entwickelte sich das heutige Lebenszentrum Königsborn. Dort werden heute Kinder, Jugendliche und erwachsene Menschen mit neurologisch bedingten Behinderungen bzw. Hirnschädigungen, Menschen im Wachkoma und in Rückbildungsphasen, nach modernsten Erkenntnissen auf eine Rückkehr in den Alltag vorbereitet oder langzeitbetreut.

Bauwerke aus der Blütezeit der Saline
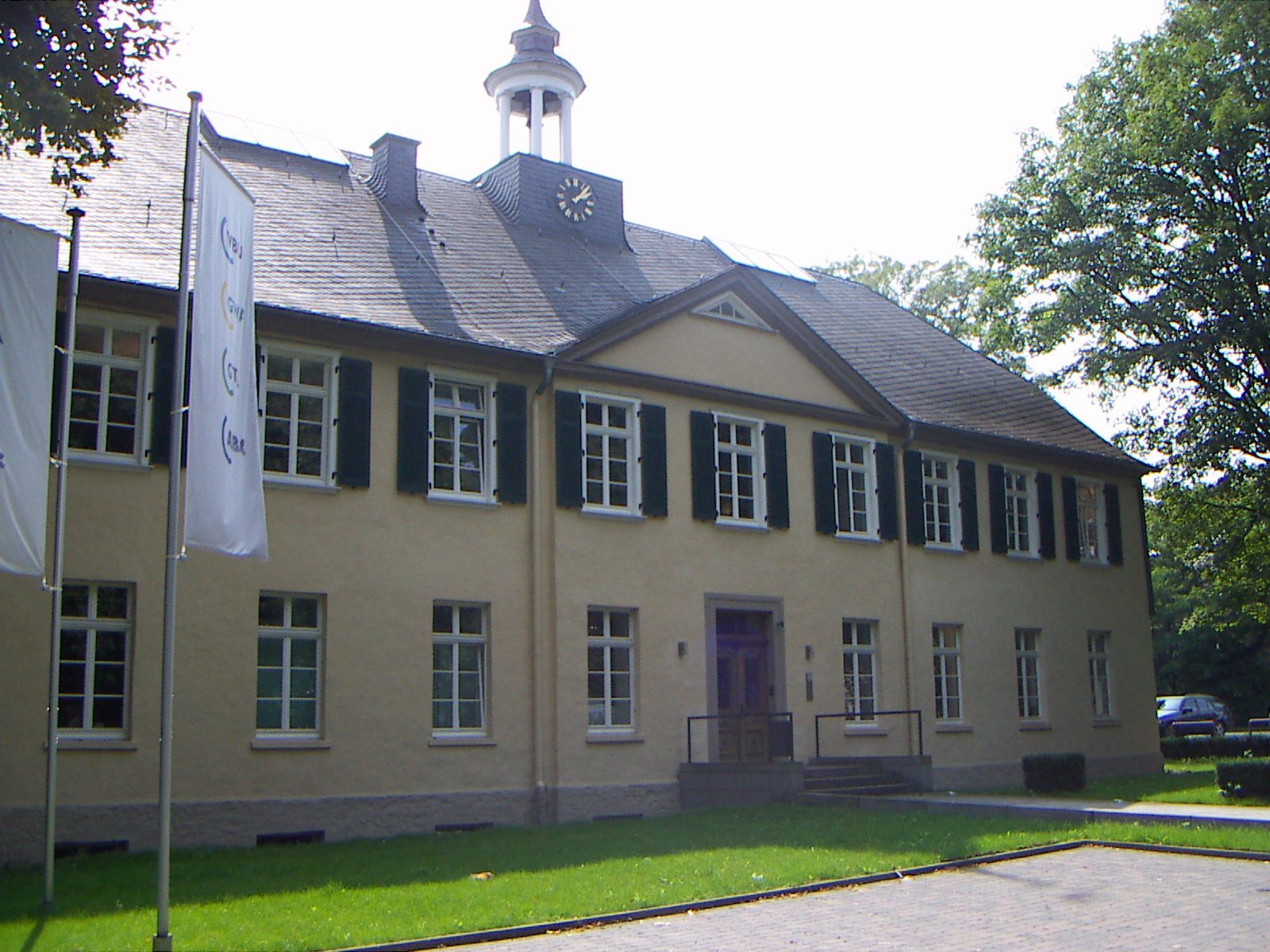
Amtshaus von 1815 (Verwaltung der Saline Königsborn)
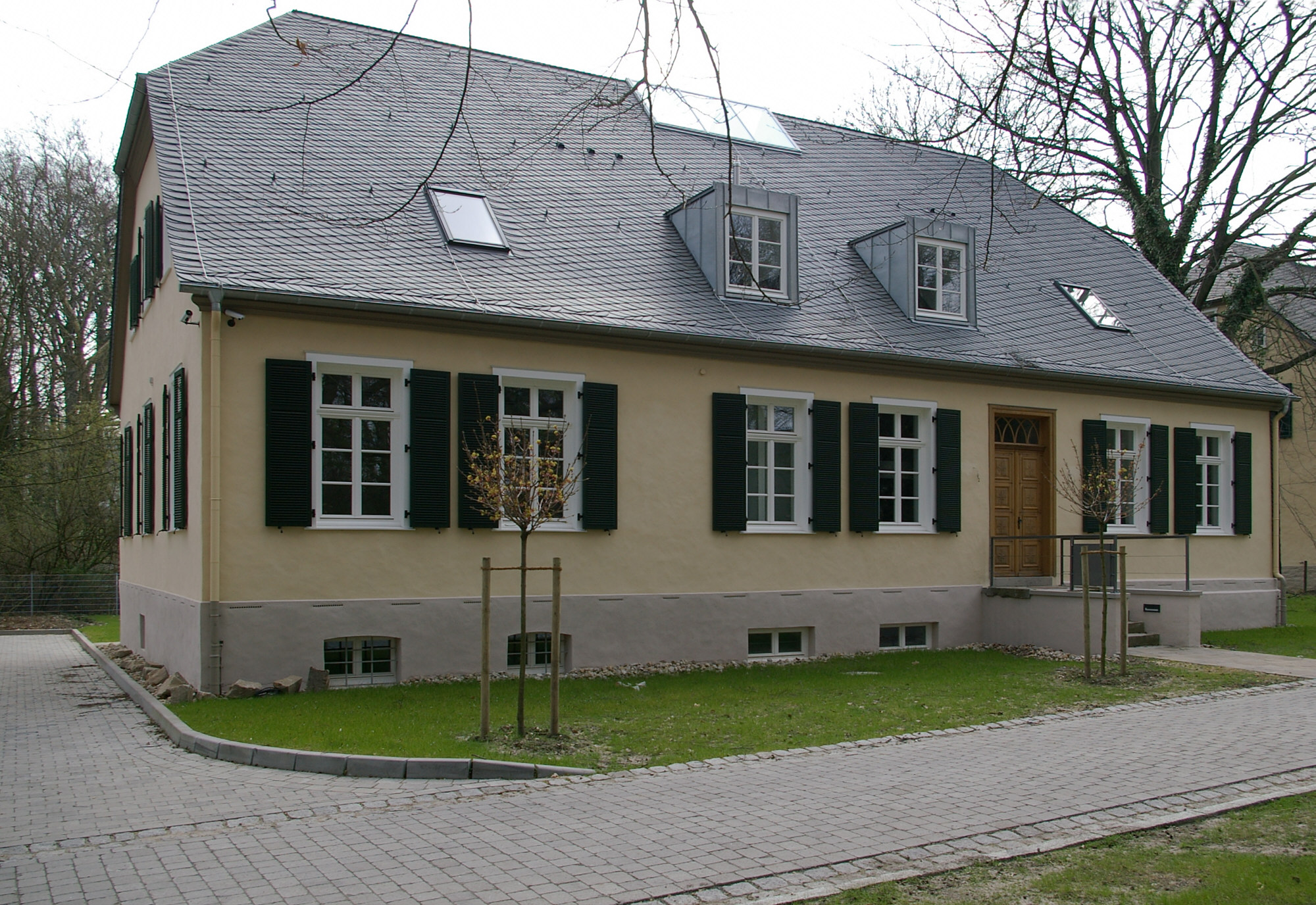
Altes Siedeinspectorhaus am Kurpark Königsborn
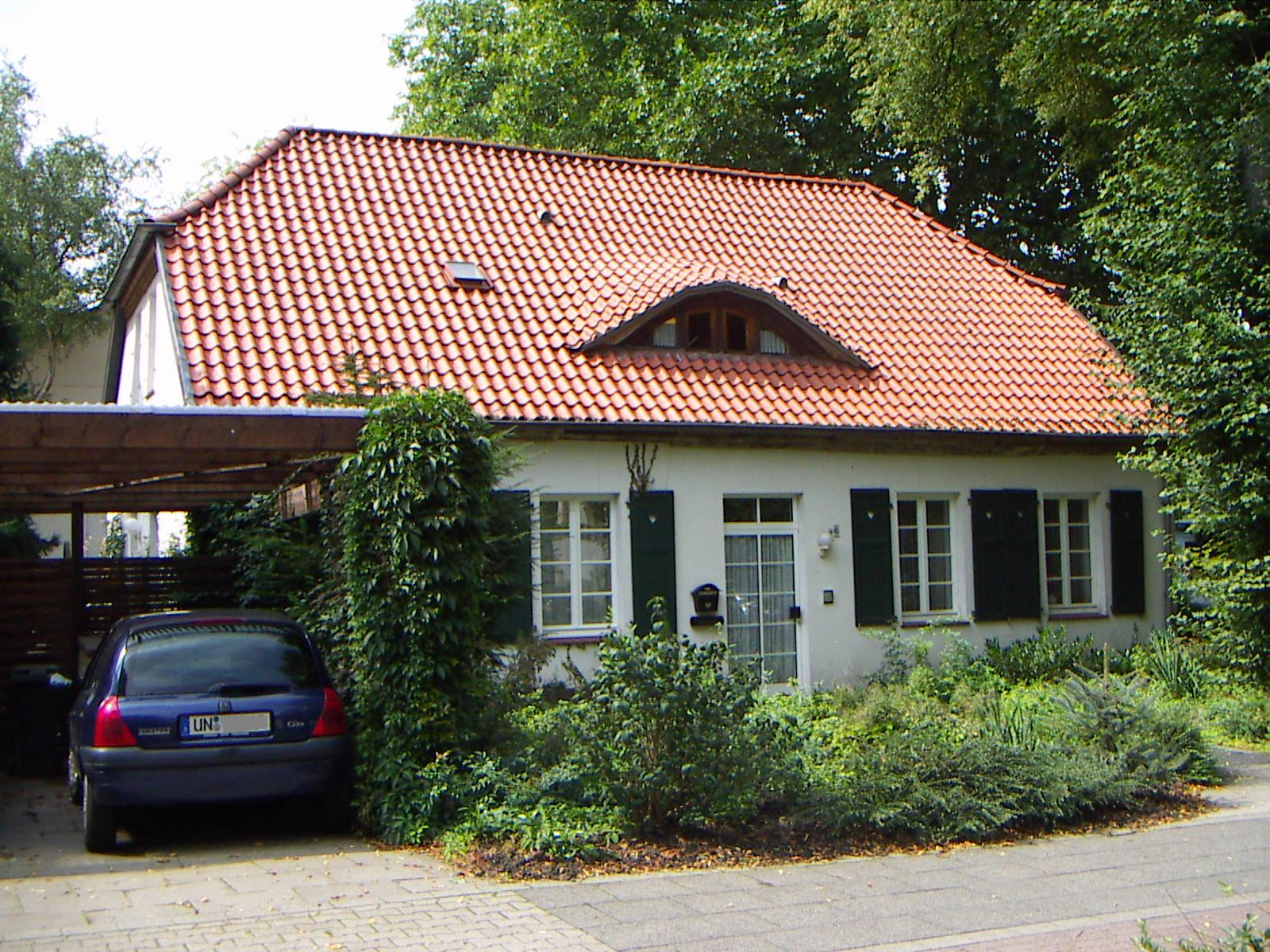
Altes Siedemeisterhaus am Kurpark Königsborn
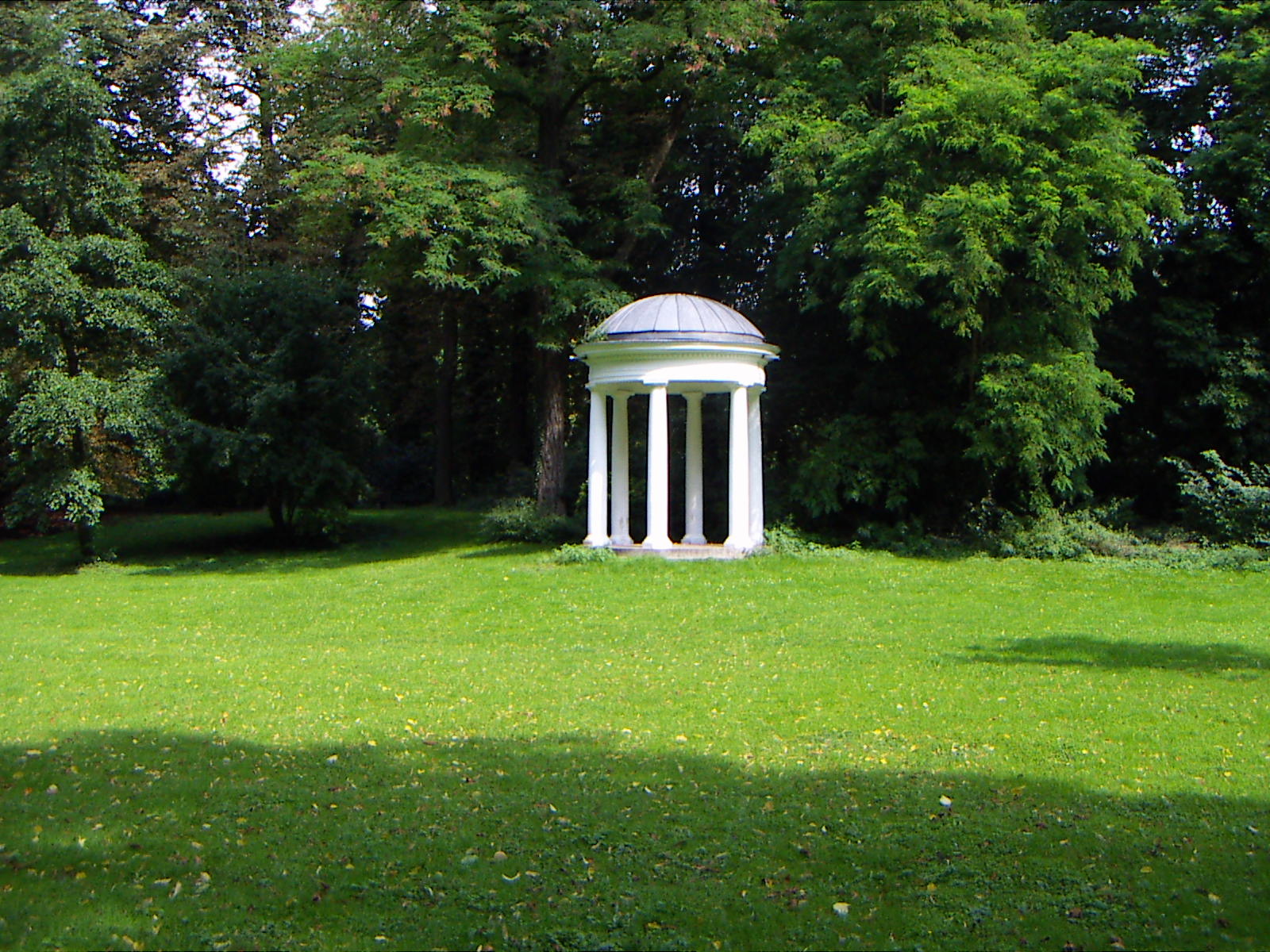
Der Monopteros im Kurpark Königsborn
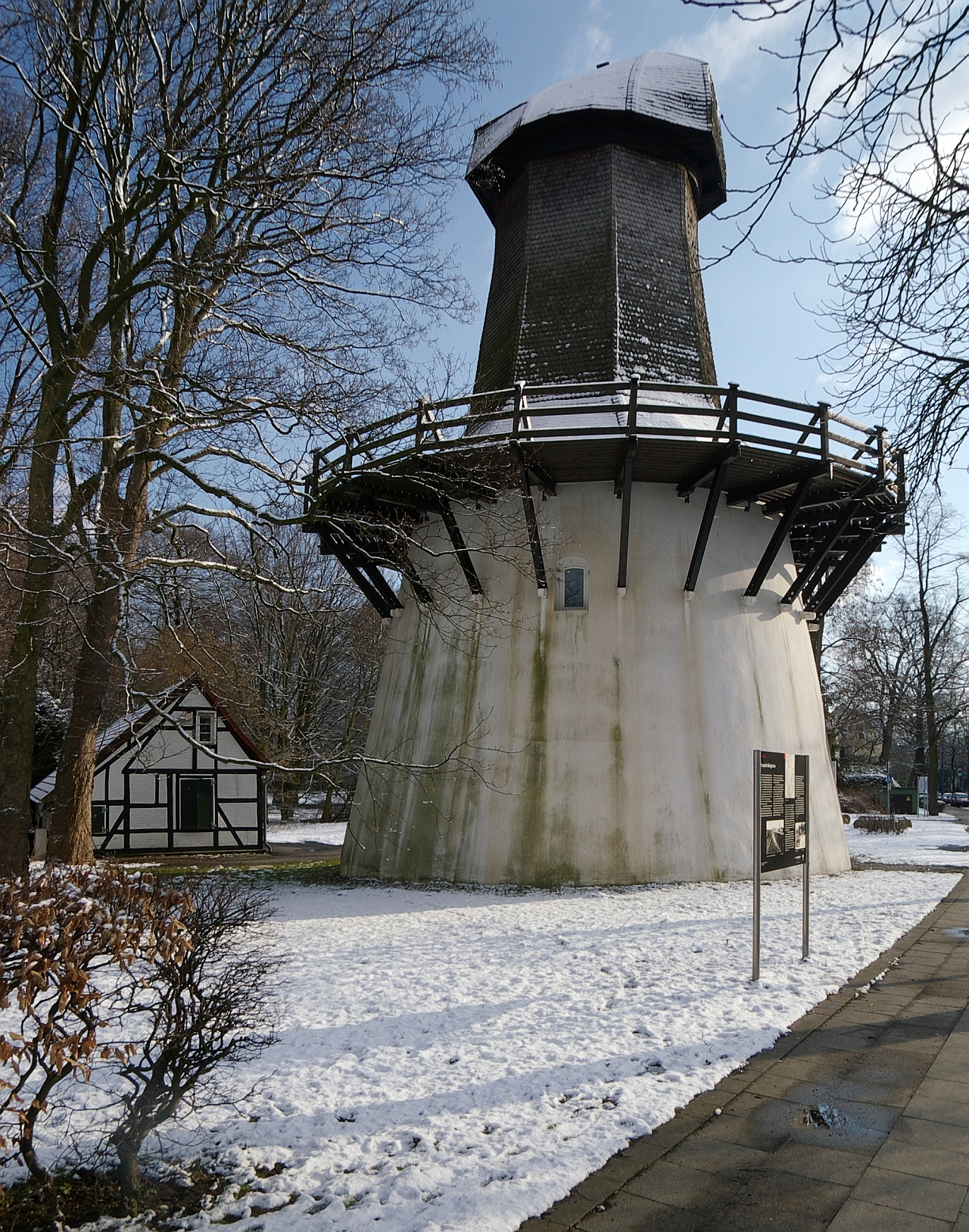
Windpumpen-Rundturm am Friedrichsborn
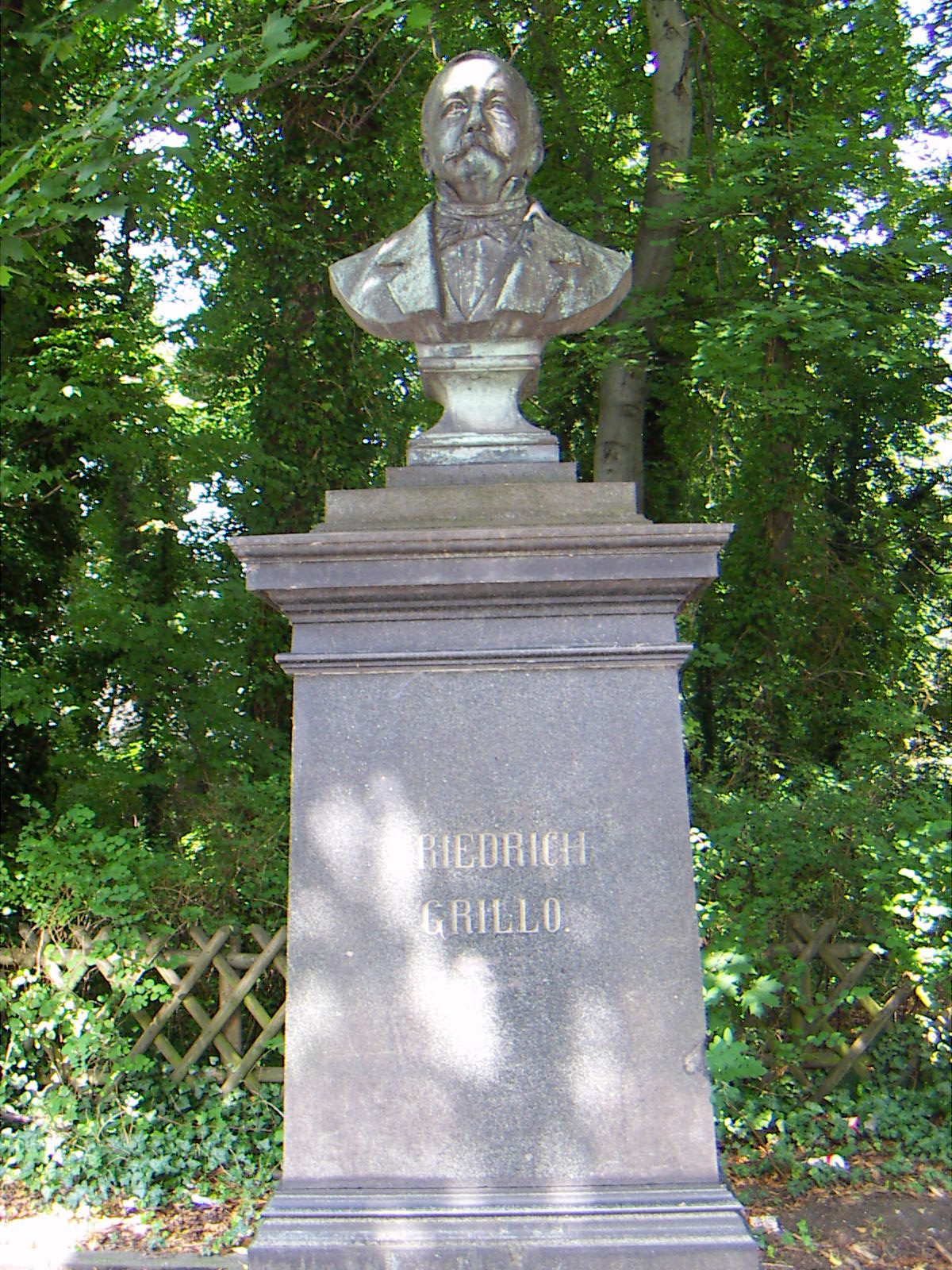
Denkmal für Friedrich Grillo gegenüber dem ehemaligen Amtshaus
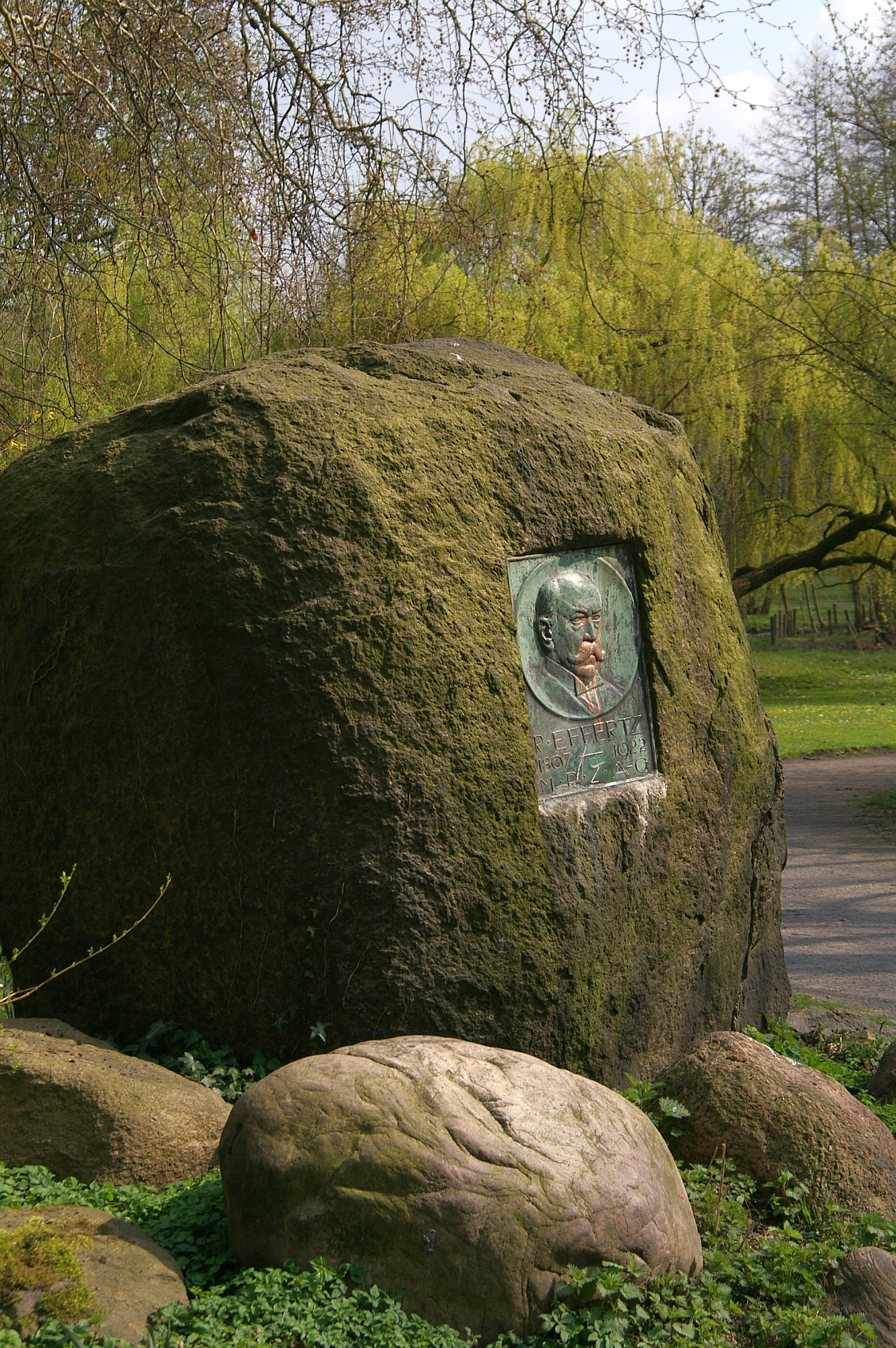
Denkmal für Reinhard Effertz im Kurpark
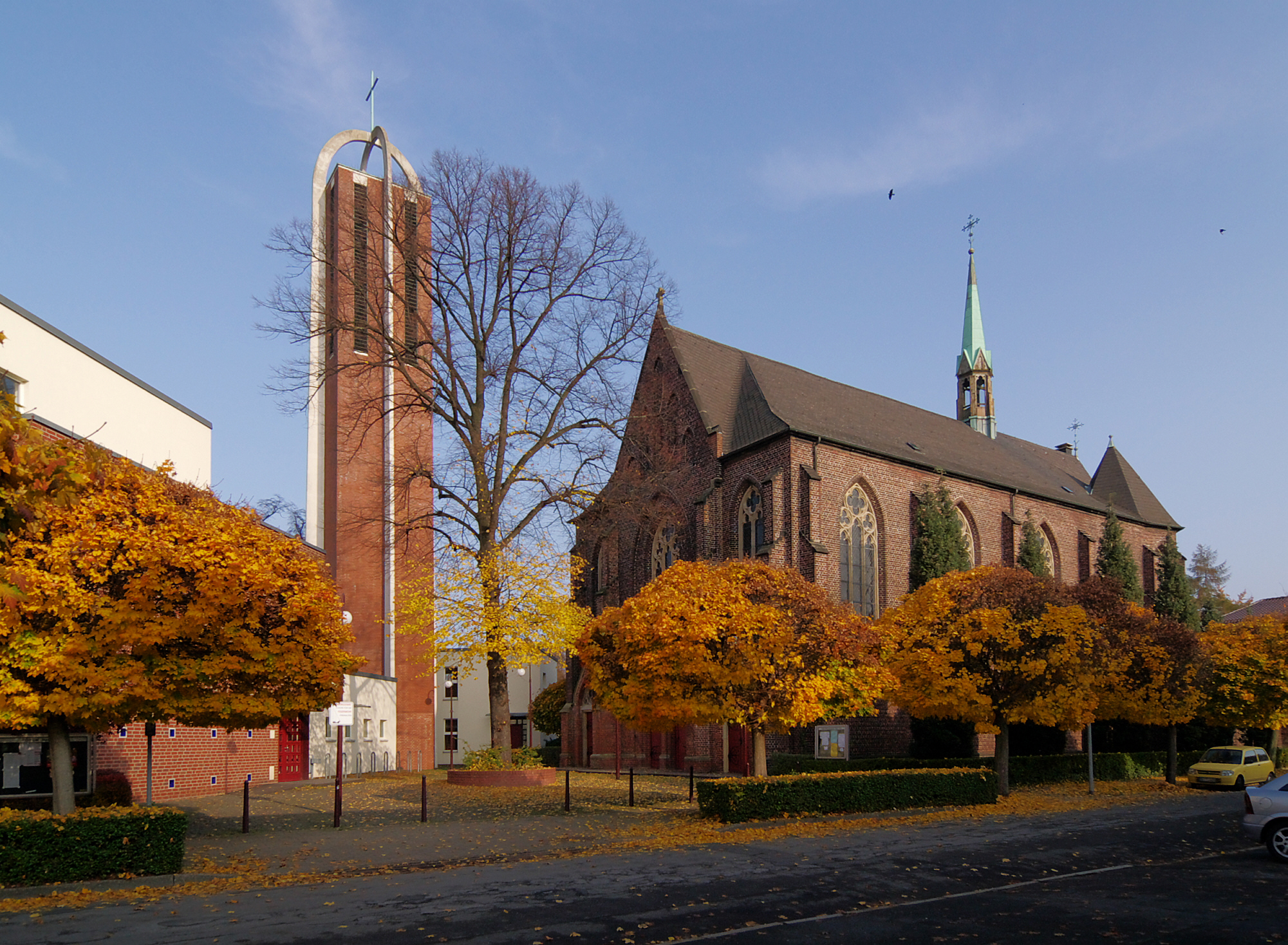
Herz-Jesu-Kirche Unna-Königsborn

### Chronik
(nach Willy Timm (1931–1999), Stadtarchivar und bedeutendster Heimathistoriker in Unna)
- 860 und 864: Erstmalige Erwähnung im Heberegister des Damenstift Essen als Oberhof Brockhausen.
- 1361: Lehngut Haus Brockhausen wird erstmals urkundlich erwähnt.
- 1389: Graf Engelbert III. von der Mark verleiht den Sälzern von Brockhausen die Bürgerrechte der Stadt Unna.
- 1429: Graf Gerhard von der Mark bestimmt: „Es darf nur der Salz sieden, der in Brockhausen wohnt“.
- 1448: Während der Soester Fehde zerstören Landsknechte des Grafen Gerhard von der Mark die Salzwerke zu Brockhausen.
- 1489: Erstmals spricht man von den Erbsälzern von Brockhausen.
- Um 1600: Erste Gradierwerke werden gebaut, um Siedekosten zu senken. Bürgermeister Winhold von Büren kauft Brunnen der Erbsälzer, wird Hauptteilhaber.
- 1681: Die Familie Zahn kauft alle Salzwerke zu Brockhausen.
- 1690: Der Staat Preußen versucht die Zahnischen Salzwerke zu übernehmen.
- 1699: Der Staat Preußen erlässt der Familie Zahn nach Brand und Sturm die Salzsteuer bis zur Instandsetzung der Salzwerke.
- 1724: Familie Zahn bietet ihre Salzwerke dem Preußischen Staat zum Kauf an.
- 1734: Der Iserlohner Bürgermeister Hofrat Johann Caspar Lecke teuft mit finanzieller Hilfe des preußischen Staates einen Brunnen ab. Er erhält den Namen „Königsborn“.
- 1745: Die Saline Königsborn wird vom preußischen Staat übernommen.
- 1747: Abteufung des Solebrunnens Friederichsborn.

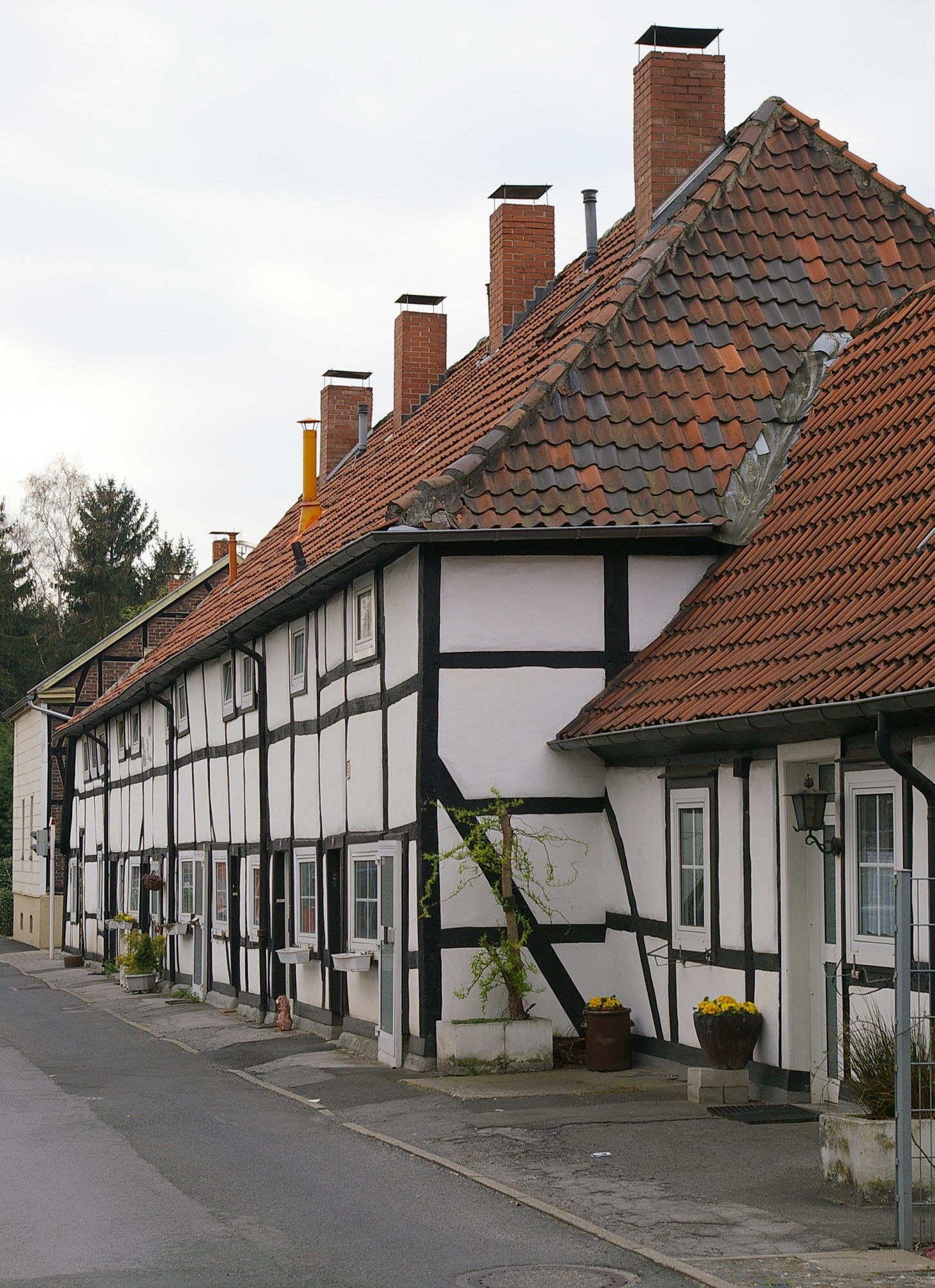
Salzsieder-Gademe, schlichte Unterkunft für Salinenarbeiter, um 1780 erbaut

- 1750: Windpumpe am Friederichsborn wird gebaut.
- 1752: Die Salztransporte machen den Ausbau der Straße von Unna nach Kamen notwendig.
- 1756: Familie Zahn gibt Salzwerke in Brockhausen auf.
- 1770: Ansiedlung von sieben Familien in der Unnaer Heide („Colonie“).
- 1780: Die Ruhr wird bis Langschede schiffbar.
- 1793: Freiherr vom Stein gründet die Knappschaftsschule für Kinder der Salinenarbeiter (heute Harkortschule).
- 1799: Inbetriebnahme der „Feuermaschine“ (Vaersthausener Straße / An der Feuermaschine), der ersten Dampfmaschine in den Preußischen Westprovinzen, als Salzpumpwerk.
- 1801: Zufällige Entdeckung von Steinkohle beim Bohren eines Solebrunnens.
- 1817: Bau des Amtshauses durch Oberbergrat Bertram Rollman.
- 1818: Das Luisenbad wird eröffnet.
- 1852: Errichtung des Badehauses für Salinenangehörige.
- 1858: Das Luisenbad wird geschlossen.
- 1867: Kaufmann Vaerst und Rademacher gründen die Adlerbrauerei.
- 1873: Der Großindustrielle Friedrich Grillo aus Essen erwirbt für 300.000 Taler die Saline Königsborn.

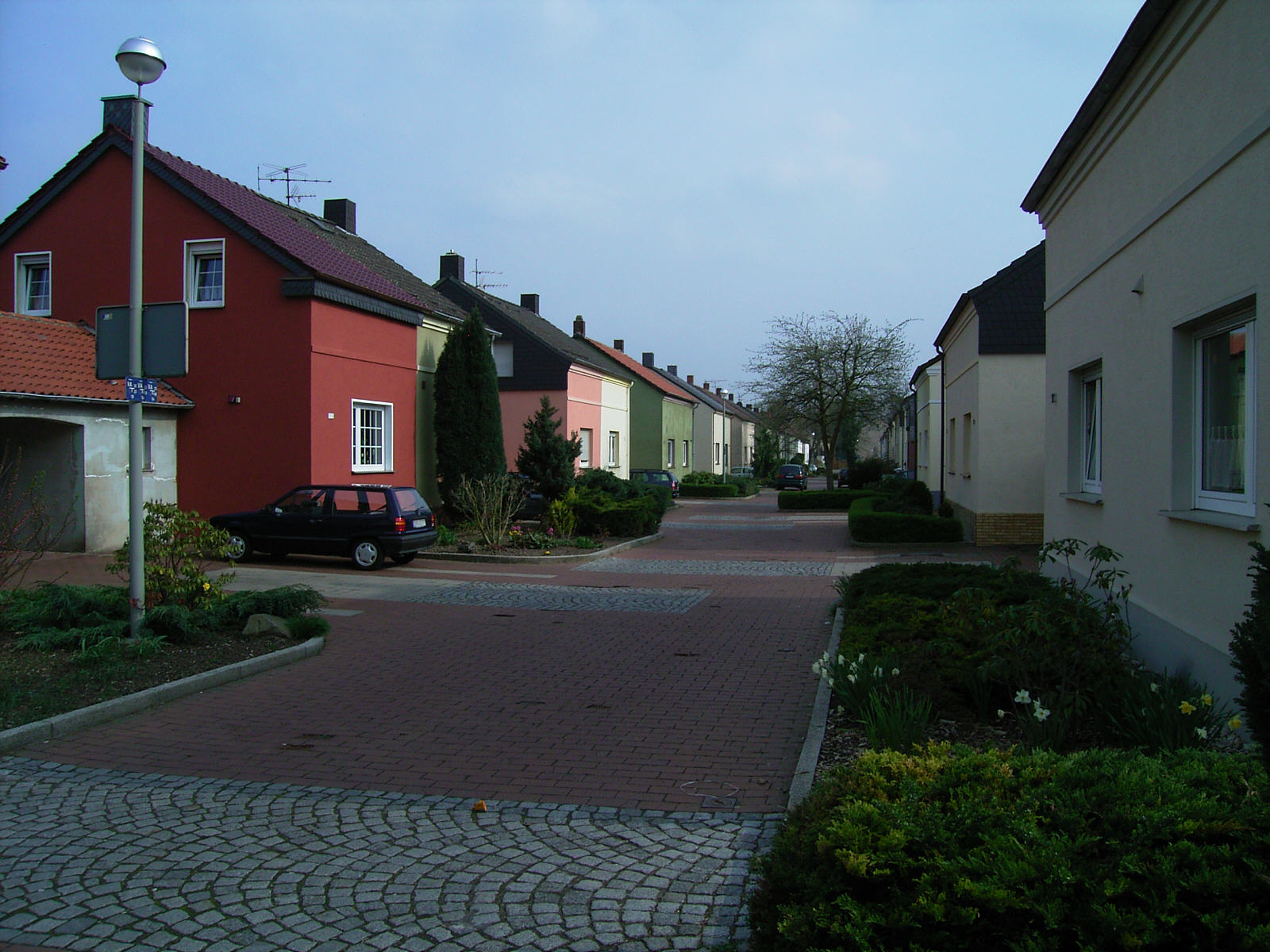
Sanierte ehemalige Zechensiedlung

- 1874: Beginn Abteufe von Schacht 1 der Zeche Königsborn.
- 1876: Inbetriebnahme der Bergisch-Märkischen-Eisenbahn von Dortmund-Süd nach Welver mit dem Bahnhof Königsborn.
- 1880: Erster Besuch von Kindern aus Barmen zur Kur in Bad Königsborn.
- 1880: Ernennung von R. Effertz zum Direktor der Gewerkschaft Königsborn.
- 1881: Kohleförderung am Schacht 1 wird aufgenommen.
- 1882: Am 15. Mai wird das Sole- und Thermalbad Bad Königsborn mit der Anlage des Kurparks eröffnet
- 1882: Bau des Kurhauses mit Restaurant.
- 1882: Kinderkurhaus Barmer Feriencolonie wird eingeweiht.
- 1890: Die Gewerkschaft Königsborn errichtet für ihren Gründer Friedrich Grillo ein Denkmal im Kurpark.
- 1892: Die Overbergschule wird gebaut (heute Schule am Friederichsborn).
- 1892: Der Industrielle August Klönne kauft die Adlerbrauerei.
- 1895: Umbenennung der Gewerkschaft Königsborn in Königsborn Aktien-Gesellschaft für Bergbau-, Salinen- und Solebad-Betrieb.
- 1897: Die städtischen Gas und Wasserwerke werden an der Zechenstraße in Betrieb genommen.
- 1898: Bau des ersten evangelischen Gebäudes in Königsborn, der sog. Kinderschule an der Kamener Straße, heutiges Jugendhaus „Taubenschlag“.
- 1900: Die Bergarbeitersiedlungen Grillo-, Wilhelmine- und Hermannstraße werden gebaut.
- 1901: Die Villa Quisisana wird Kurklinik des Badearztes Carl Wegele.
- 1902: Grundsteinlegung der katholischen Kirche im neugotischen Stil. Architekt: Hermann Wielers.
- 1903: Die katholische Kirche wird dem Heiligen Herzen Jesu geweiht.

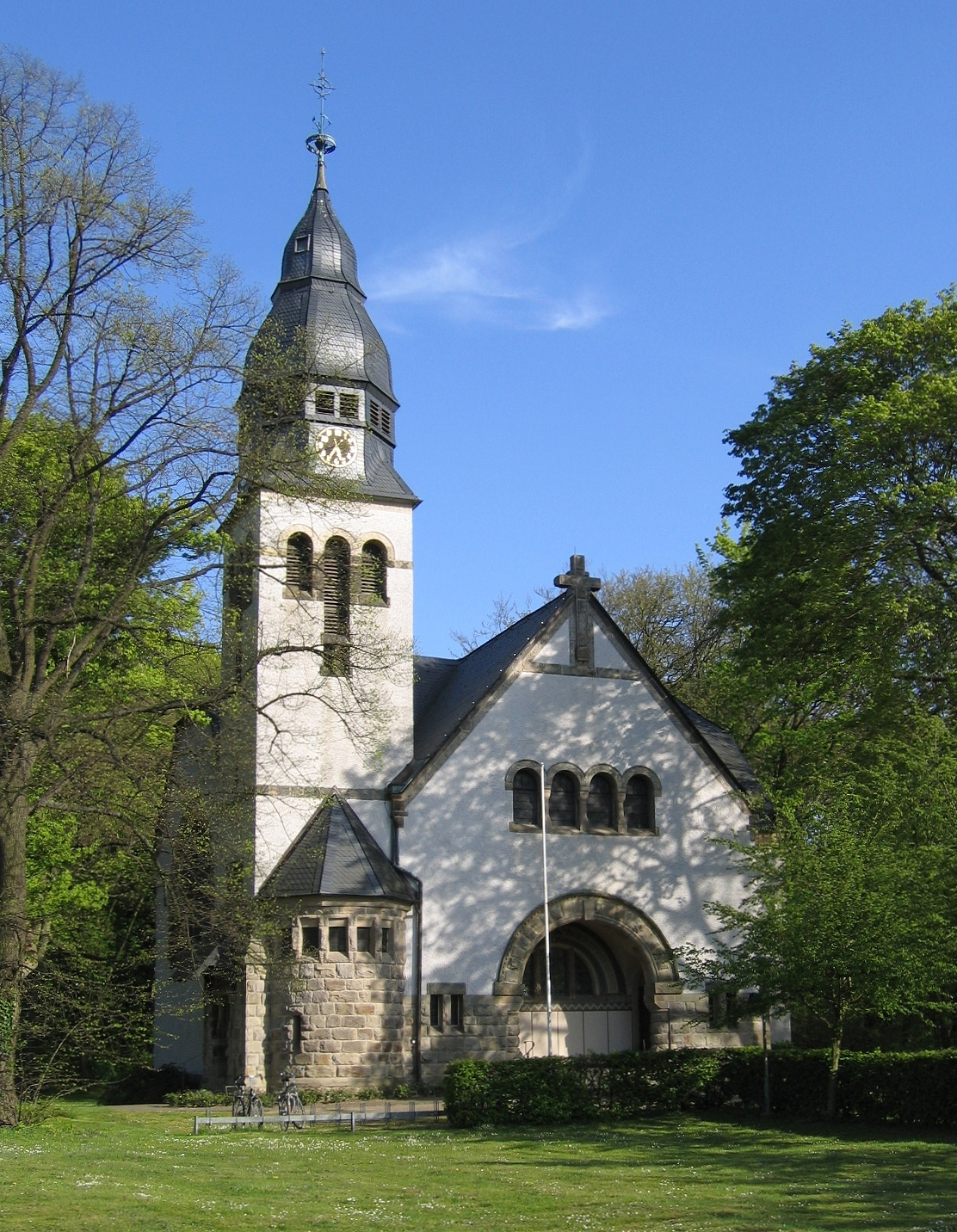
Ev. Christuskirche, ein Jugendstilbau (1904/1905)

- 1904: Grundsteinlegung der evangelischen Christuskirche.
- 1904: Schacht 1 stellt die Kohleförderung ein.
- 1905: Am 25. Mai Einweihung der evangelischen Christus-Kirche.
- 1907: Renovierung und Vergrößerung des Kurparkes einschließlich Elektrifizierung.
- 1907: Bau des Verwaltungsgebäudes der Königsborn Aktien-Gesellschaft für Bergbau-, Salinen- und Solebad-Betrieb.
- 1909: Eröffnung der Straßenbahnlinie Unna-Kamen-Werne.
- 1923: Fusion der Königsborn Actien Gesellschaft für Bergbau-, Salinen- und Solebad-Betrieb mit den Klöckner-Werken.
- 1932: Am 7. Juni 1932 wurde die Feuermaschine stillgelegt.
- 1940: Stilllegung der Saline Königsborn.
- 1941: Zum Ende der Badesaison wird der Kurbetrieb eingestellt.
- 1945/46: Abbruch der letzten Reste der Gradierwerke.
- 1954: Das Lehngut Haus Brockhausen wird abgebrochen.
- 1958: Eröffnung der Lehr- und Versuchsanstalt für Kleintierzucht Unna-Königsborn, auf dem Gelände des Lehngutes Haus Brockhausen.

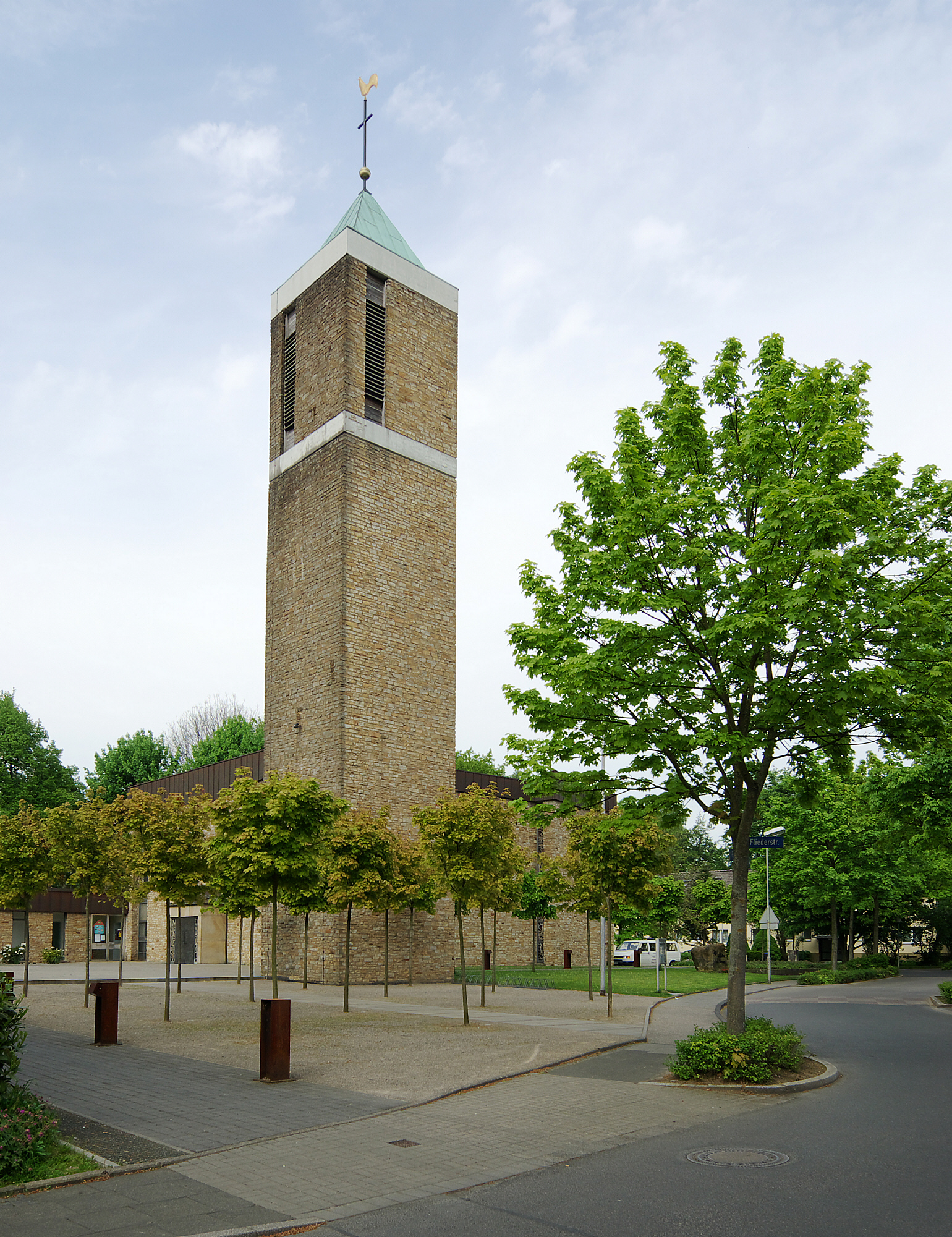
Ev. Paul-Gerhardt-Kirche

- 1963: Der Glockenturm der Herz-Jesu Kirche wird in Betonguss erbaut: Architekt: Hans Werner Menne.
- 1964: Am 18. Juli wird das Kulturdenkmal Feuermaschine abgebrochen.
- 1968: Das Verwaltungsgebäude der Klöckner AG wird Sitz des Amtsgerichts.
- 1970: Zusammenlegung der Overberg- und Harkortschule als Grundschule „Schule am Friederichsborn“.
- 1970: Einweihung der evangelischen Paul-Gerhardt-Kirche.
- 1978: Das Kurhaus fällt einem Brand zum Opfer.
- 1982/83: Die Stadt Unna übernimmt die Gebäude der Lehr- und Versuchsanstalt für Kleintierzucht Unna-Königsborn.
- 1983/84: Der Kinderzirkus Travados und die Jugendkunstschule übernehmen die Gebäude der Lehr- und Versuchsanstalt für Kleintierzucht Unna-Königsborn.
- 1994: Westfälisches Literaturbüro nimmt seinen Sitz im Friedrichsborn.
- 2011: Die beiden evangelischen Kirchengemeinden (Paul-Gerhardt-Gemeinde und Christusgemeinde) fusionieren zur Ev. Kirchengemeinde Königsborn.

## Einwohner
Der Ortsteil Unna-Königsborn hatte im Jahr 1987 insgesamt 13.503, im Jahr 2013 14.566 Einwohner.

## Wirtschaft und Infrastruktur

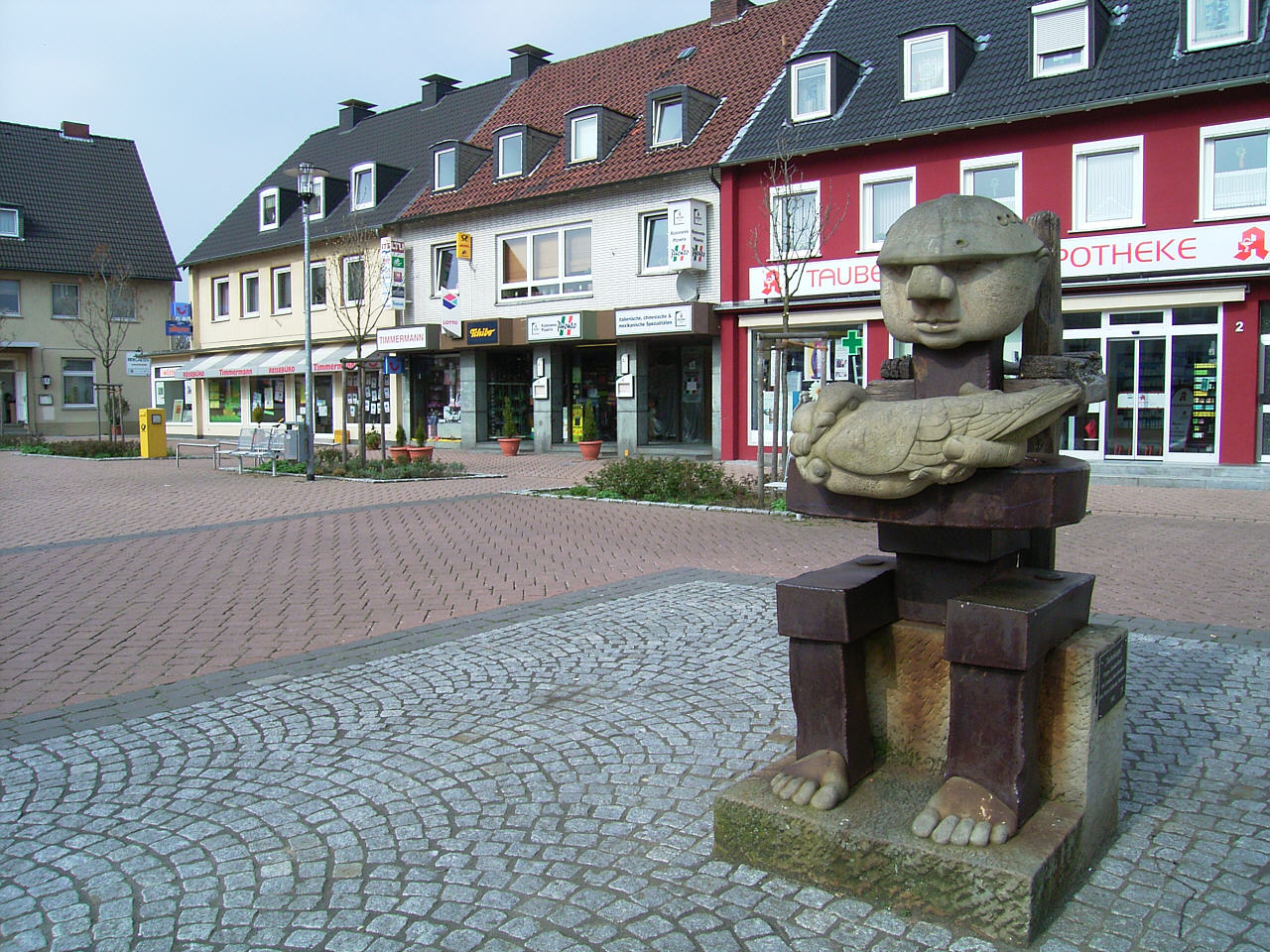
Markt Königsborn mit dem „Taubenkasper“

Aufgrund der Nähe zum Autobahnkreuz Kamener Kreuz hat sich der nördliche Teil von Königsborn zwischen Kamener Straße und Hammer Straße seit den 1970er Jahren rasch zu einem verkehrstechnisch attraktiven Wirtschaftsstandort entwickelt. Nachdem zuvor lediglich die auch heute noch bestehende Glückauf-Kaserne der Bundeswehr die verkehrsgünstige Lage am Kamener Kreuz zu nutzen wusste, errichtete die VDM (Vereinigte Deutsche Metallwerke, später zur Krupp AG gehörend) auf dem weitläufigen Areal südlich der Kaserne in den 1970er Jahren ein hochmodernes Stahlwerk. In den 1980er Jahren wurde dieses Gebiet als Industriepark mit eigener Gleisanbindung erschlossen, der heute u. a. von der DHL für ein zentrales Hochregallager genutzt wird. Ebenfalls in den 1980er Jahren ließ sich die inzwischen aufgelöste Standortverwaltung Unna gegenüber dem Haupttor der Glückauf-Kaserne nieder. Überregional bedeutsam ist auch das Lebenszentrum Königsborn mit seiner Fachklinik für Neuropädiatrie und seinem Sozialpädiatrischen Zentrum.

## Verkehr

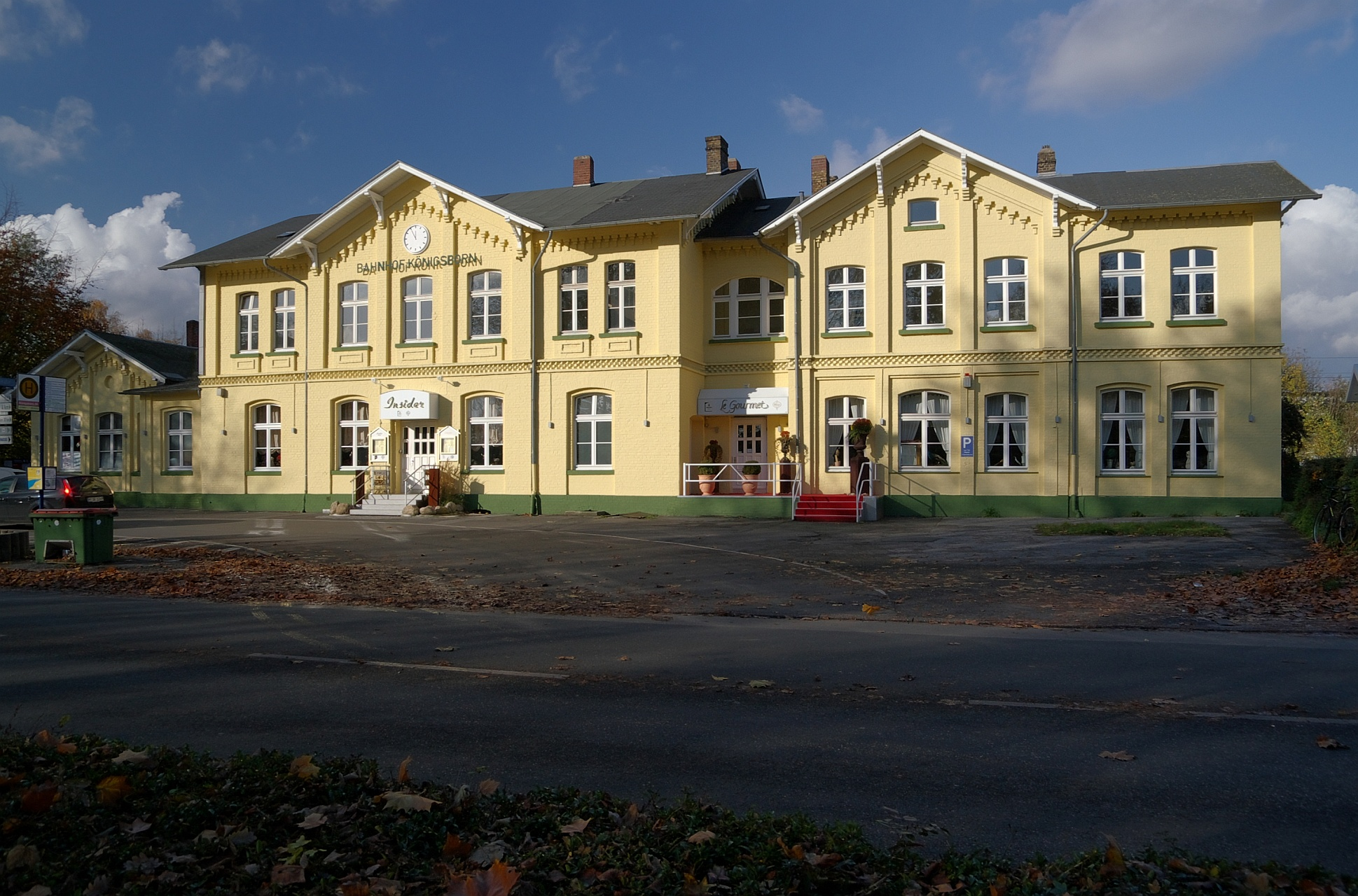
Bahnhof Unna-Königsborn

Am Bahnhof Unna-Königsborn kreuzten sich die Bahnstrecken Welver–Sterkrade und Unna–Kamen. Von der ersteren wurde die östliche Teilstrecke von Königsborn nach Welver und von der letzteren die nördliche Teilstrecke von Königsborn nach Kamen stillgelegt und abgebaut. Auf den noch vorhandenen Teilstrecken verkehrt die S-Bahn-Linie S 4 Dortmund-Lütgendortmund – Unna, die Königsborn mit den Innenstädten von Dortmund und Unna verbindet. Die Züge müssen in Königsborn einen Fahrtrichtungswechsel vornehmen.
| Linie | Verlauf | Takt                                              |
| ----- | --- | ------------------------------------------------- |
| S 4   | DO-Lütgendortmund – DO-Somborn – DO Germania – DO-Marten Süd – DO-Dorstfeld – Dortmund West – DO-Möllerbrücke – DO-Stadthaus – DO-Körne West – DO-Körne – DO-Knappschaftskrankenhaus – DO-Brackel – DO-Asseln Mitte – DO-Wickede West – DO-Wickede – Massen – Unna-Königsborn – Unna West – Unna Stand: Fahrplanwechsel Dezember 2023 | 30 min 15 min (Lütgendortmund–Königsborn zur HVZ) |

Von Nord nach Süd durch Königsborn führt (von Kamen kommend) die Landesstraße L 678 Königsborn–Unna. Zwischen Kamen und Königsborn liegt eine Anschlussstelle der Autobahn A 1 von Köln über Dortmund nach Münster und Bremen. Drei Kilometer nördlich dieser Abfahrt liegt das Kamener Kreuz.

## Sport
Örtliche Sportvereine sind:
- Königsborner Sportverein (Fußball, Handball, Taek-Won-Do)
- TV Unna (Basketball, Turnen, Handball, Leichtathletik)
- JEC Königsborn (Eishockey)

## Söhne und Töchter des Stadtteils
- Theodor Karl Schwartz (1813–1892), preußischer Generalmajor